# Trichothurgus pseudocellatus
Trichothurgus pseudocellatus är en biart som först beskrevs av Jesus Santiago Moure 1949.  Trichothurgus pseudocellatus ingår i släktet Trichothurgus och familjen buksamlarbin. Inga underarter finns listade i Catalogue of Life.